# Lars Krogh Jeppesen
Lars Krogh Jeppesen (* 5. März 1979 in Hvidovre) ist ein ehemaliger dänischer Handballspieler. Der Rückraumspieler gehörte lange Zeit zum Kader der dänischen Nationalmannschaft. Für Dänemark absolvierte er 135 Länderspiele, in denen er 384 Tore erzielen konnte. Bei der Handball-Europameisterschaft 2008 in Norwegen wurde er Europameister. Er ist gelernter Sport- und Deutschlehrer, war allerdings ausschließlich Handballprofi.
Jeppesen hatte seine erfolgreichste Zeit bei der SG Flensburg-Handewitt, wo er in vier Jahren über 500 Tore in 138 Partien erzielen konnte. Nach zwei Jahren beim FC Barcelona wechselte er 2006 zum THW Kiel. Dort konnte Jeppesen nur wenige Spiele bestreiten, da er zunächst an einer angebrochenen Rippe laborierte und später Rückenprobleme hatte. Nach dieser Spielzeit wechselte er zum dänischen Erstligisten Bjerringbro-Silkeborg. Im Sommer 2010 wechselte er zum Ligarivalen KIF Kolding. Nach einer Saison für Kolding schloss er sich dem Zweitligisten HC Fyn an. Neben seiner Beschäftigung als Spieler war er bei HC Fyn zusätzlich als Sportchef tätig. Im Sommer 2012 übernahm Krogh Jeppesen den Co-Trainerposten bei KIF Kolding, wo er parallel in der Geschäftsstelle tätig war. Im Februar 2013 gab er im Europapokal sein Comeback als Spieler bei KIF Kolding. In der dänischen Liga war Krogh Jeppesen jedoch nicht spielberechtigt, da seine Spielberechtigung erst nach Fristende beim DHF beantragt wurde. Nachdem Jeppesen anschließend wieder seine Karriere beendet hatte, kehrte er im November 2013 nochmals in den Kader von KIF zurück, als die Spielerdecke aufgrund mehrerer verletzter Spieler angespannt war. Nach der Saison 2013/14 beendete er sein Engagement bei Kolding sowohl als Spieler wie auch als Vertriebsleiter. Anschließend wurde er Co-Trainer der dänischen Frauenmannschaft Team Esbjerg. In der Saison 2017/18 war er als Co-Trainer bei der Herrenmannschaft von SønderjyskE tätig. Ab dem Juli 2018 war Lars Krogh Jeppesen im administrativen Bereich von KIF Kolding tätig, von dessen Amt er im September 2018 zurücktrat.

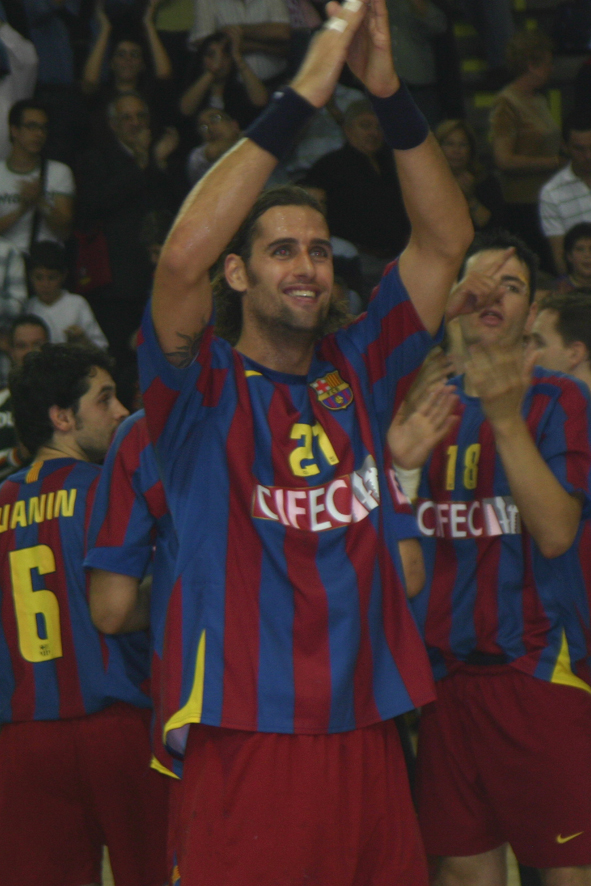
Lars Krogh Jeppesen im Trikot des FC Barcelona

## Erfolge
- Dänische Nationalmannschaft
  - Handballeuropameister 2008
  - 3. Platz bei der Europameisterschaft 2002 und Europameisterschaft 2004
  - Weltmeister (Junioren) 1999
  - Europameister (Junioren) 1998 (Bester Spieler des Turniers)
- SG Flensburg-Handewitt
  - Europapokal der Pokalsieger 2001
  - DHB-Pokal 2003, 2004
  - Deutscher Meister 2004
- FC Barcelona
  - Spanischer Meister 2006
  - Champions-League-Sieger 2005
- THW Kiel
  - DHB-Pokal 2007
  - Deutscher Meister 2007
  - Champions-League-Sieger 2007
- KIF Kolding
  - Dänischer Meister 2014
  - Dänischer Pokalsieger 2014